# Lattenalm
De Lattenalm is een zespersoons-stoeltjeslift gebouwd door Doppelmayr voor de Eggalmbahnen in het Oostenrijkse Zillertal. De lift is gebouwd in 2009 en vervangt een tweepersoons-stoeltjeslift uit 1993.

## Prestaties
De kabelbaan uit 1993 had een capaciteit van 1400 personen per uur. De 184 tweepersoons-stoeltjes gingen 2,1 meter per seconde. De nieuwe stoeltjeslift, met een capaciteit van 2400 personen per uur, gaat rond 5 meter per seconde.